# En familie
Pour plus de détails, voir Fiche technique et Distribution.
En familie (littéralement « une famille ») est un film danois réalisé par Pernille Fischer Christensen, sorti en 2010.

## Synopsis
Une riche famille fait face à la maladie de son patriarche.

## Fiche technique
- Titre : En familie
- Réalisation : Pernille Fischer Christensen
- Scénario : Kim Fupz Aakeson et Pernille Fischer Christensen
- Musique : Sebastian Öberg
- Photographie : Jakob Ihre
- Montage : Janus Billeskov Jansen et Anne Østerud
- Production : Sisse Graum Jørgensen et Vinca Wiedemann
- Société de production : TV2 Danmark et Zentropa
- Pays de production :  Danemark
- Genre : Drame
- Durée : 102 minutes
- Dates de sortie : 
  - Allemagne : 19 février 2010 (Berlinale)
  - Danemark : 24 février 2011

## Distribution
- Jesper Christensen : Rikard Rheinwald
- Lene Maria Christensen : Ditte Rheinwald
- Pilou Asbæk : Peter
- Anne Louise Hassing : Sanne Rheinwald
- Line Kruse : Chrisser Rheinwald
- Coco Hjardemaal : Line Rheinwald
- Gustav Fischer Kjærulff : Werner Rheinwald

## Distinctions
Le film est présenté en sélection officielle en compétition à la Berlinale 2010.